# Cómeme el coco, negro
Cómeme el coco, negro és un espectacle teatral i musical del grup La Cubana del 1989. Va ser estrenat al Mercat de les Flors el 3 de juliol de 1989 i el novembre del mateix any al teatre Nuevo Apolo de la plaça de Tirso de Molina de Madrid. Es va fer una gravació per televisió al Teatre Victòria (Barcelona) el 13 d'octubre de 1990. Es va fer una nova estrena el 28 d'abril de 2007 en ocasió del 25è aniversari de la fundació de La Cubana al Coliseum de la Gran Via i se'n va fer una edició en DVD produït per Gran Enciclopèdia Catalana el 2009.

## Argument
Una companyia ambulant de music-hall, el “Teatro Cubano de Revista”, interpreta una revista musical que es diu Cómeme el coco, negro. Com que la representació ha començat una hora abans del que havia estat anunciat, el públic arriba tard, i l'espectacle acaba tot just quan s'acaben de seure a la cadira. Els còmics fan un bis i cau el teló. Aleshores comença la veritable obra. Els actors volen marxar ràpidament perquè han de fer una nova representació a un altre indret, però el públic protesta. Mentre desmunten l'escenari, els actors expliquen les seves intimitats i misèries i interaccionen amb el públic, que els ajuda a plegar l'espectable i a transportar els baguls. Simultàniament, els actors conviden el públic a posar-se les plomes de l'espectacle i mengen tots plegats entrepans de mortadel·la. Al final els actors marxen i deixen el públic assegut a les cadires.

## Guardons
La Cubana va rebre el Fotogramas de Plata 1989 al millor intèrpret de teatre.